# Olympische Sommerspiele 1932/Teilnehmer (Südafrikanische Union)
| Gelbes Symbol für Goldmedaillen mit stilisierten Olympischen Ringen | Graues Symbol für Silbermedaillen mit stilisierten Olympischen Ringen | Braundes Symbol für Bronzemedaillen mit stilisierten Olympischen Ringen |
| ------------------------------------------------------------------- | --------------------------------------------------------------------- | ----------------------------------------------------------------------- |
| 2                                                                   | —                                                                     | 3                                                                       |

Die Südafrikanische Union nahm an den Olympischen Sommerspielen 1932 in Los Angeles mit einer Delegation von zwölf Athleten (zehn Männern und zwei Frauen) an 18 Wettkämpfen in vier Sportarten teil.
Die Boxer Lawrence Stevens und David Carstens wurden beide Olympiasieger, während der Boxer Ernest Peirce, die Schwimmerin Jenny Maakal und die Leichtathletin Marjorie Clark jeweils die Bronzemedaille gewannen. Fahnenträger bei der Eröffnungsfeier war der Leichtlathlet Harry Hart.

## Teilnehmer nach Sportarten

### Boxen
- Richard Barton
- David Carstens
Gold  Halbschwergewicht
- Ivan Duke
- Ernest Peirce
Bronze  Mittelgewicht
- Lawrence Stevens
Gold  Leichtgewicht

### Leichtathletik
| Männer - William Walters - Daniel Joubert - Harry Hart | Frauen - Marjorie Clark Bronze 80 m Hürden |

### Schwimmen
- Jenny Maakal
Bronze  400 m Freistil

### Segeln
- Arent van Soelen
- Cecil Goodricke